# Зет (Зегеберг)
Зет (нім. Seth) — громада в Німеччині, розташована в землі Шлезвіг-Гольштейн. Входить до складу району Зегеберг. Складова частина об'єднання громад Іцштедт.
Площа — 10,55 км2. Населення становить 1914 ос. (станом на 31 грудня 2020).